# Pamphalea
Pamphalea é um género botânico pertencente à família Asteraceae.